# برنهایم (راینلند)
شهر برنهایم در ایالت نوردراین-وستفالن در کشور آلمان واقع شده است.